# Carl Erik Mannerheim
Carl Erik Mannerheim (14. prosince 1759 Säter - 15. ledna 1837 Turku) byl finsko-švédský šlechtic a politik, prapraděd maršála Mannerheima. Byl členem Anjalského svazu (skupiny švédských a finských důstojníků a šlechticů osnujících v roce 1788 spiknutí proti švédskému králi Gustavu III. a tajně jednajících s ruskou carevnou Kateřinou Velikou), jako takový byl odsouzen k smrti, ale později omilostněn. V roce 1795 koupil Louhisaari. Vedl finskou delegaci na jednání s carem Alexandrem I. o roli Finska v rámci carského impéria (1808), později byl místopředsedou hospodářského oddělení finského senátu.